# Museo di Roma in Trastevere
Il museo di Roma in Trastevere ha sede in piazza Sant'Egidio, in una sezione del complesso che fu il monastero delle Carmelitane Scalze.
Il primo nucleo del monastero fu fondato nei primi decenni del XVII secolo presso la chiesa di San Lorenzo in Ianiculo, poi restaurata e dedicata a Sant'Egidio, e ospitò l'ordine religioso delle Carmelitane che, nel Rione Trastevere, dalla canonizzazione di Santa Teresa d'Avila, la mistica del monte Carmelo (1622), imposero il loro ordine con l'edificazione di numerosi edifici come quello di Santa Maria della Scala, l’altro più imponente del Regina Coeli in via della Lungara e infine di Santa Maria dei Sette dolori alle pendici del Gianicolo.
Nel tempo le monache devote alla Madonna del Carmelo acquisirono in prossimità di Piazza Santa Maria in Trastevere un ampio spazio urbano nel Rione trasformando gli edifici di loro proprietà in un unico monastero di clausura, al quale si aggiunse la 'chiesa di Santi Crispino e Crispiniano', ex San Biagio in Trastevere.
Alcuni reperti delle chiese medievali demolite sono conservati nel 'Chiostro' dell'attuale museo.

## Storia
Dopo l’unità d’Italia e vigente la liquidazione dell’Asse ecclesiastico, il Monastero venne espropriato dallo Stato Italiano e dal 1875 il complesso architettonico fu diviso in diversi immobili con destinazioni diverse; una prima porzione venne concessa al Comune di Roma che adibì i locali prima in Caserma delle guardie municipali, poi a Pretura del V Mandamento con annessa residenza del Pretore; nei primi anni del Novecento si trasformò in Casa di Contumacia per diventare poi Lazzaretto per i profughi del terremoto marsicano e infine divenne ricovero per i soldati malati e infetti della Grande Guerra. Solo nel secondo decennio del Novecento, per volontà del Governatorato di Roma, il complesso edilizio consolidò la funzione pubblica di Sanatorio antimalarico infantile e nel 1921 fu intitolato a Ettore Marchiafava, medico illustre e senatore del Regno, esperto di malaria e Assessore per l’Igiene, come ricorda la targa all’ingresso del Museo.
Negli anni sessanta il Comune di Roma, che nel frattempo aveva acquisito le altre due ali dell’edificio che si affacciava sul chiostro, si impegnò per trasformare la struttura fatiscente mettendo in opera un progetto di recupero architettonico firmato da Attilio Spaccarelli con la collaborazione di Fabrizio Bruno: l’intervento fu sostanziale e radicale sul complesso monumentale riportando alla luce l’architettura commissionata dalle monache nel 1723 a Francesco De Sanctis.
Nasce così nella primavera del 1976 un nuovo Museo del Comune di Roma con l’intento di tracciare le tradizioni popolari di Roma Sette-Ottocentesca e ospitare alcune opere d’arte della collezione del Museo Roma.
Tra la fine degli anni Novanta del secolo scorso e l’inizio del secondo millennio, l’Amministrazione di Roma decide di aggiornare i contenuti del Museo e, per rispondere alla nuova realtà cittadina, ne modifica la missione, ampliando gli spazi per le esposizioni permanenti al fine di raccontare in modo più esaustivo la cultura italiana che incontra quella internazionale nella più ampia visione di reciprocità.
Nella società che sta cambiando il Museo di Roma in Trastevere oggi si distingue nelle grandi mostre fotografiche tematiche, riconoscendone il ruolo non istituzionalmente e tradizionalmente "statico", ma adattabile e mobile, interattivo e concentrato sul pubblico: un hub culturale al centro della città teso a stabilire un dialogo tra culture.

## Percorso espositivo
Nel 2000, per confermare la sua vocazione e il suo legame con il Museo di Roma, l’Amministrazione Comunale ne ha modificato la missione denominandolo Museo di Roma in Trastevere.
Il Museo offre una programmazione espositiva di alto livello, centrata sui grandi movimenti e i personaggi che hanno fatto la storia dell’arte e della fotografia contemporanea. Parallelamente il Museo di Roma in Trastevere è un luogo di cultura e d’incontro dove promuovere progetti di approfondimento attraverso incontri e seminari nella 'Sala Multimediale', cine-documentari artistici nella 'Sala Video', momenti di musica e arte nella 'Sala Pianoforte', non trascurando l’affascinante e polifunzionale spazio esterno del 'Chiostro'.
La collezione permanente del museo comprende opere dal Settecento a oggi. Particolare attenzione è stata prestata ai luoghi, della trasformazione della città rappresentati nel tardo Ottocento dai 119 acquerelli della Roma pittoresca di Ettore Roesler Franz. Il museo conserva anche 76 piccoli dipinti a olio di un altro intellettuale profondamente legato alla capitale e conosciuto per le Cronache del Caffè Greco: Diego Angeli.
La Roma che si trasforma nel XX secolo è testimoniata quindi da tre dipinti giovanili di Gino Severini e, soprattutto, dagli scatti di Mario Carbone, Emilio Gentilini, e Gianni Turillazzi, che colgono non più la Roma protagonista della drammatica storia contemporanea, ma nel particolare Trastevere con i suoi abitanti.
La visita al museo comprende anche un Presepe; sei ricostruzioni d'ambiente, le cosiddette Scene romane; l’allestimento di alcuni oggetti d’arte e di artigianato appartenuti al poeta Trilussa nella stanza a lui dedicata.